# Вальдивия (Колумбия)
Вальдивия (исп. Valdivia) — город и муниципалитет на севере Колумбии, на территории департамента Антьокия. Входит в состав субрегиона Северная Антьокия.

## История
До прихода испанцев территорию муниципалитета населяли представители индейского племени es:Nutabes.
Поселение, из которого позднее вырос город, было основано в 1879 году и первоначально называлось Эль-Конгиталь. Муниципалитет Вальдивия был выделен в отдельную административную единицу в 1912 году. Название связано с именем испанского конкистадора Андреса де Вальдивия.

## Географическое положение
Город расположен в северной части департамента, на левом берегу реки Каука, на расстоянии приблизительно 110 километров к северо-северо-востоку (NNE) от Медельина, административного центра департамента. Абсолютная высота — 335 метров над уровнем моря.

Муниципалитет Вальдивия граничит на севере с муниципалитетом Тараса, на востоке — с муниципалитетами Тараса и Анори, на юге и юго-востоке — с муниципалитетом Ярумаль, на западе — с муниципалитетами Итуанго и Брисеньо. Площадь муниципалитета составляет 545 км².

## Население
По данным Национального административного департамента статистики Колумбии, совокупная численность населения города и муниципалитета в 2012 году составляла 20 564 человек.
Динамика численности населения муниципалитета по годам:
| 2005   | 2006   | 2007   | 2008   | 2009   | 2010   | 2011   | 2012   |
| ------ | ------ | ------ | ------ | ------ | ------ | ------ | ------ |
| 17 290 | 17 705 | 18 153 | 18 607 | 19 076 | 19 557 | 20 055 | 20 564 |

Согласно данным переписи 2005 года мужчины составляли 51,2 % от населения Вальдивии, женщины — соответственно 48,8 %. В расовом отношении белые и метисы составляли 95,6 % от населения города; негры, мулаты и райсальцы — 4,4 %.
Уровень грамотности среди всего населения составлял 69,2 %.

## Экономика
Основу экономики Вальдивии составляют сельскохозяйственное производство, горнодобывающая промышленность и производство пиломатериалов.

53 % от общего числа городских и муниципальных предприятий составляют предприятия торговой сферы, 42,7 % — предприятия сферы обслуживания, 2,9 % — промышленные предприятия, 1,4 % — предприятия иных отраслей экономики.